# Евстигнеев, Сергей Иосифович
Серге́й Ио́сифович (О́сипович) Евстигне́ев (1884—1955) — советский государственный деятель, председатель Омского облисполкома (1940—1943). Входил в состав особой тройки НКВД СССР.

## Биография
Родился в деревне Холмец (ныне - Волоколамский район) Московской губернии.
Член РКП(б) с 1919 г.
- 1917—1924 гг. — помощник мастера, начальник, комиссар военно-инженерных мастерских (Москва),
- 1924—1930 гг. — директор авиационного завода № 39 имени В. Р. Менжинского (Москва),
- 1931—1936 гг. — председатель Краснопресненского районного совета (Москва),
- 26 января—10 февраля 1934 года делегат XVII съезда ВКП(б) с решающим голосом от Московской парторганизации[1].
- 1936—1937 гг. — председатель исполнительного комитета Ленинградского районного совета (Москва),
- 1937 г. — начальник транспортного управления Московского совета.
- 1937—1940 гг. — и. о. председателя исполнительного комитета Омского областного Совета. Этот период отмечен вхождением в состав особой тройки, созданной по приказу НКВД СССР от 30.07.1937 № 00447[2] и активным участием в сталинских репрессиях[3].
- 1940—1943 гг. — председатель исполнительного комитета Омского областного Совета.

Депутат Верховного Совета СССР 1-го созыва.
Умер в 1955 году. Похоронен на Ваганьковском кладбище (20 уч.).

## Награды и звания
- Орден Ленина (13 сентября 1931)[4]
- Орден Трудового Красного Знамени (1942)